# American Horror Story: Hotel
American Horror Story: Hotel ist die fünfte Staffel der US-amerikanischen Horror-Fernsehserie American Horror Story, die auf einer Idee von Ryan Murphy und Brad Falchuk basiert. Die Erstausstrahlung fand zwischen dem 7. Oktober 2015 und dem 13. Januar 2016 auf dem TV-Sender FX statt. Die deutschsprachige Erstausstrahlung lief vom 25. November 2015 bis zum 24. Februar 2016 auf FOX.
Die Handlung dreht sich um das mysteriöse Hotel Cortez in Los Angeles, Kalifornien, das die Aufmerksamkeit eines unerschrockenen Mordkommissars (Bentley) auf sich zieht. Das Cortez beherbergt viele beunruhigende Szenarien und paranormale Ereignisse und wird von seiner rätselhaften Mutter, der Gräfin (Gaga), die eine blutsaugende Modefrau ist, beaufsichtigt. Das Hotel basiert lose auf den Gerüchten um das Cecil Hotel in Downtown Los Angeles sowie einem von H. H. Holmes 1893 in Chicago tatsächlich erbautem Hotel.
Wiederkehrende Darsteller sind Kathy Bates, Sarah Paulson, Evan Peters, Wes Bentley, Matt Bomer, Chloë Sevigny, Denis O’Hare, Angela Bassett, Mare Winningham, Christine Estabrook, Finn Wittrock, Lily Rabe, Anthony Ruivivar, John Carroll Lynch, Matt Ross und Gabourey Sidibe.

## Handlung
Die fünfte Staffel spielt im Jahr 2015 in Los Angeles, Kalifornien im fiktiven Hotel Cortez. Die Bauweise des Hotels wurde teilweise durch das Winchester House inspiriert und zu anderen Teilen dem Horrorhaus von H. H. Holmes nachempfunden. Im Zuge der Handlung existieren mehrere Rückblicke auf amerikanische Epochen des 20. Jahrhunderts (z. B. 20er Jahre, 70er Jahre etc.). Detective John Lowe (Wes Bentley) versucht, in dem verfluchten Hotel einem Serienmörder auf die Schliche zu kommen, der von den 10 Geboten inspiriert mordet. Dabei gerät er unter anderem in die Fänge der Countess (Lady Gaga), welche zusammen mit ihrem Liebhaber Donovan ein blutiges Geheimnis birgt. Zu den Angestellten des Hotels gehört neben Donovans Mutter Iris (Kathy Bates) auch Barkeeperin „Liz Taylor“ (Denis O’Hare), ferner gibt es mehrere Stammgäste wie die Drogendealerin Sally (Sarah Paulson). Zusammen versuchen sie, das Cortez vor dem Investor Will Drake (Cheyenne Jackson) zu retten. Will Drake bringt bei einer Modenschau hochkarätige Gäste ins Hotel, unter anderem das Model Tristan Duffy (Finn Wittrock) sowie die Vogue-Redakteurin Claudia Bankson (Naomi Campbell). Bei seinen Nachforschungen findet John heraus, dass das Hotel von James Patrick March (Evan Peters) 1926 errichtet wurde, um darin kaltblütig Gäste zu foltern und zu töten. Außerdem findet er Hinweise darauf, dass sein seit 5 Jahren verschwundener Sohn Holden (Lennon Henry) noch am Leben sein könnte. Seine Frau Alex (Chloë Sevigny), eine Kinderärztin, wird seit dem Verschwinden ihres Sohnes von Depressionen geplagt. Im Verlauf der Staffel findet auch sie ihren Weg in das merkwürdige Hotel und findet dabei ihren Sohn wieder. Langsam wird sie auf Holdens merkwürdiges Verhalten aufmerksam und kommt schließlich hinter das dunkle Geheimnis der Countess. Auch Iris, die Empfangsdame, ist nicht so harmlos, wie man anfänglich vermutet. Zusammen mit der transsexuellen Liz Taylor ermordet sie ein Pärchen mit nervigen Extrawünschen, welche in das Hotel eingecheckt haben. John findet sich unterdessen bei der sog. Devil’s Night (die Nacht vor Halloween) an einem Tisch mit den Serienmördern Jeffrey Dahmer, John Wayne Gacy, Richard Ramírez, Aileen Wuornos und dem nie gefassten Zodiac-Killer wieder. Weil er immer mehr Zeit im Hotel verbringt, deshalb seine Arbeit vernachlässigt und es um seinen Geisteszustand immer schlechter bestellt ist, wird er schließlich suspendiert. Frustriert von der Situation landet er schließlich mit Sally im Bett. Alex hingegen greift in ihrem Job zu einer eher ungewöhnlichen Methode, um einem Patienten das Leben zu retten.
Bei den Renovierungsarbeiten des Hotels kommen alte Geheimnisse ans Licht. In einer Rückblende ins Jahr 1925 erfährt der Zuschauer viel über die Vergangenheit der Countess mit dem Ehepaar Rudolph (ebenfalls Finn Wittrock) und Natacha (Alexandra Daddario).
Später stellt sich heraus, dass John Lowe selbst der 10-Gebote-Killer ist und im Auftrag von James March gehandelt hat, welcher ihn zu seinem Nachfolger machen will. Unterstützt hat ihn dabei stets Sally. Diese weicht jedoch nun vom Plan ab. Countess Elizabeth und ihre große Liebe Valentino sind wieder vereint. Unterdessen wird Alex das Ausmaß ihrer Handlung bewusst, da ihretwegen eine Horde Vampirkinder die Straßen von Los Angeles unsicher macht. Zusammen mit ihrem Mann kann sie jedoch die Seuche stoppen. Sie finden wieder zueinander, doch der Absprung in ihr normales Leben fällt schwer. Unterdessen planen Iris, Liz und die anderen Mitarbeiter, sich gegen die Countess zu stellen. Der Plan gelingt ihnen und sie werden schließlich die Leiter des Hotels.

## Besetzung und Synchronisation

### Hauptdarsteller

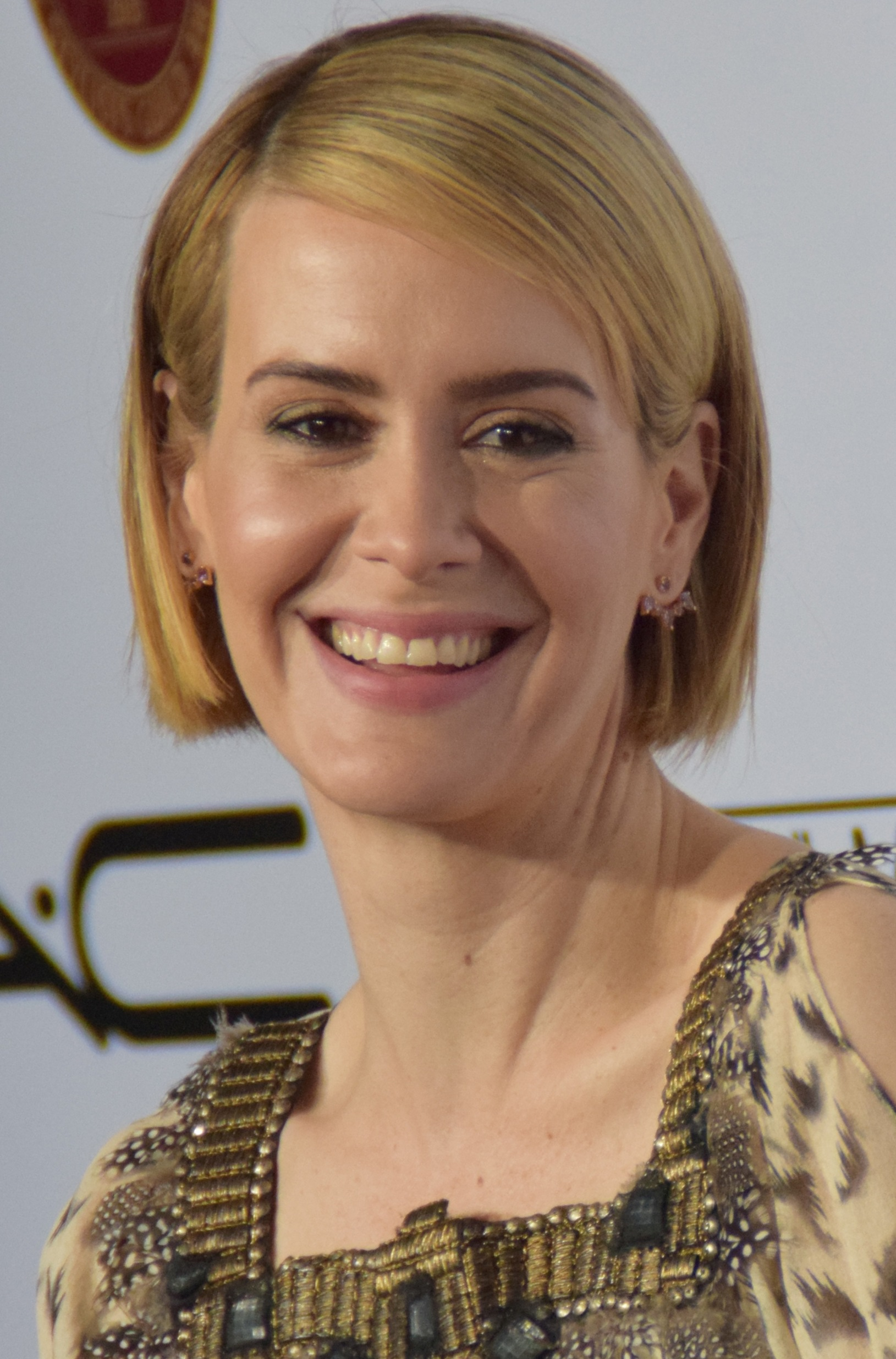
Sarah Paulson hatte in der ersten Staffel noch eine Nebenrolle, seit der zweiten Staffel gehört sie zur Hauptbesetzung.

| Schauspieler     | Rolle               | Hauptrolle (Episoden) | Synchronsprecher   |
| ---------------- | ------------------- | --------------------- | ------------------ |
| Kathy Bates      | Iris                | 5.01–5.12             | Regina Lemnitz     |
| Sarah Paulson    | Sally McKenna       | 5.01–5.05, 5.08–5.12  | Ulrike Stürzbecher |
| Sarah Paulson    | Billie Dean Howard  | 5.12                  | Ulrike Stürzbecher |
| Wes Bentley      | John Lowe           | 5.01–5.12             | Alexander Doering  |
| Matt Bomer       | Donovan             | 5.01–5.11             | Simon Jäger        |
| Chloë Sevigny    | Alex Lowe           | 5.01–5.12             | Anna Carlsson      |
| Denis O’Hare     | Liz Taylor          | 5.01–5.12             | Udo Schenk         |
| Cheyenne Jackson | Will Drake          | 5.01–5.03, 5.06–5.12  | Jaron Löwenberg    |
| Lady Gaga        | Elizabeth Johnson   | 5.01–5.12             | Jacqueline Belle   |
| Evan Peters      | James Patrick March | 5.02–5.12             | Jan Rohrbach       |
| Angela Bassett   | Ramona Royale       | 5.03–5.06, 5.09–5.12  | Anke Reitzenstein  |

### Nebendarsteller
| Schauspieler              | Rolle             | Nebenrolle (Episoden) | Synchronsprecher  |
| ------------------------- | ----------------- | --------------------- | ----------------- |
| Helena Mattsson           | Agnetha           | 5.01–5.02, 5.06, 5.12 | Ingrid Gustafsson |
| Kamilla Alnes             | Vendela           | 5.01, 5.06, 5.12      | Josefin Hagen     |
| Max Greenfield            | Gabriel           | 5.01–5.03             | Robin Kahnmeyer   |
| Mare Winningham           | Hazel Evers       | 5.01–5.12             | Silke Matthias    |
| Richard T. Jones          | Det. Hahn         | 5.01–5.08             | Tobias Kluckert   |
| Lennon Henry              | Holden Lowe       | 5.01–5.12             | Manik Gaschina    |
| Shree Crooks              | Scarlett Lowe     | 5.01–5.06, 5.11–5.12  | Melina Witez      |
| Lyric Lennon Parker-Angel | Lachlan Drake     | 5.01–5.03, 5.06–5.09  | Oliver Szerkus    |
| Christine Estabrook       | Marcy             | 5.01, 5.07, 5.12      | Claudia Kleiber   |
| Finn Wittrock             | Tristan Duffy     | 5.02–5.06, 5.12       | Roman Wolko       |
| Finn Wittrock             | Rudolph Valentino | 5.07–5.10             | Roman Wolko       |
| Naomi Campbell            | Claudia Bankson   | 5.02–5.03             | Marion Musiol     |
| Anton Starkman            | Max Ellison       | 5.02–5.05, 5.09–5.11  | Henning Berg      |
| John Carroll Lynch        | John Wayne Gacy   | 5.04, 5.12            | Werner Böhnke     |
| Lily Rabe                 | Aileen Wuornos    | 5.04, 5.12            | Cathlen Gawlich   |
| Darren Criss              | Justin            | 5.05–5.06             | Tobias Nath       |
| Alexandra Daddario        | Natacha Rambova   | 5.07–5.10             | Rubina Kuraoka    |
| Gabourey Sidibe           | Queenie           | 5.11                  | Maja Maneiro      |

Anmerkungen (Staffel 5)
1. ↑  Sarah Paulson verkörperte die Rolle der Billie Dean Howard bereits in der ersten Staffel der Serie.
2. 1 2  Wird als Special Guest Star gelistet.

## Episoden
Die Erstausstrahlung der fünften Staffel (American Horror Story: Hotel) war vom 7. Oktober 2015 bis zum 13. Januar 2016 auf dem US-amerikanischen Kabelsender FX zu sehen. Die deutschsprachige Erstausstrahlung sendete der deutsche Pay-TV-Sender FOX vom 25. November 2015 bis zum 24. Februar 2016.
| Nr. (ges.) | Nr. (St.) | Deutscher Titel                   | Originaltitel               | Erstausstrahlung USA | Deutschsprachige Erstausstrahlung (D) | Regie             | Drehbuch                   | Zuschauer (USA) |
| ---------- | --------- | --------------------------------- | --------------------------- | -------------------- | ------------------------------------- | ----------------- | -------------------------- | --------------- |
| 52         | 1         | Willkommen im Cortez              | Checking In                 | 7. Okt. 2015         | 25. Nov. 2015                         | Ryan Murphy       | Ryan Murphy & Brad Falchuk | 5,81 Mio.       |
| 53         | 2         | Geheime Rutschen, endlose Treppen | Chutes and Ladders          | 14. Okt. 2015        | 2. Dez. 2015                          | Bradley Buecker   | Tim Minear                 | 4,06 Mio.       |
| 54         | 3         | Mütter                            | Mommy                       | 21. Okt. 2015        | 9. Dez. 2015                          | Bradley Buecker   | James Wong                 | 3,20 Mio.       |
| 55         | 4         | Teufelsnacht                      | Devil’s Night               | 28. Okt. 2015        | 16. Dez. 2015                         | Ryan Murphy       | Jennifer Salt              | 3,04 Mio.       |
| 56         | 5         | Zimmerservice                     | Room Service                | 4. Nov. 2015         | 6. Jan. 2016                          | Michael Goi       | Ned Martel                 | 2,87 Mio.       |
| 57         | 6         | Zimmer 33                         | Room 33                     | 11. Nov. 2015        | 13. Jan. 2016                         | Loni Peristere    | John J. Gray               | 2,64 Mio.       |
| 58         | 7         | Alte Götter                       | Flicker                     | 18. Nov. 2015        | 20. Jan. 2016                         | Michael Goi       | Crystal Liu                | 2,64 Mio.       |
| 59         | 8         | Der Zehn-Gebote-Mörder            | The Ten Commandments Killer | 2. Dez. 2015         | 27. Jan. 2016                         | Loni Peristere    | Ryan Murphy                | 2,31 Mio.       |
| 60         | 9         | Sie will Rache                    | She Wants Revenge           | 9. Dez. 2015         | 3. Feb. 2016                          | Michael Uppendahl | Brad Falchuk               | 2,14 Mio.       |
| 61         | 10        | Sie bekommt Rache                 | She Gets Revenge            | 16. Dez. 2015        | 10. Feb. 2016                         | Bradley Buecker   | James Wong                 | 1,85 Mio.       |
| 62         | 11        | Jeder gegen jeden                 | Battle Royale               | 6. Jan. 2016         | 17. Feb. 2016                         | Michael Uppendahl | Ned Martel                 | 1,84 Mio.       |
| 63         | 12        | Seien Sie unser Gast              | Be Our Guest                | 13. Jan. 2016        | 24. Feb. 2016                         | Bradley Buecker   | John J. Gray               | 2,24 Mio.       |